# Zschirnsteine

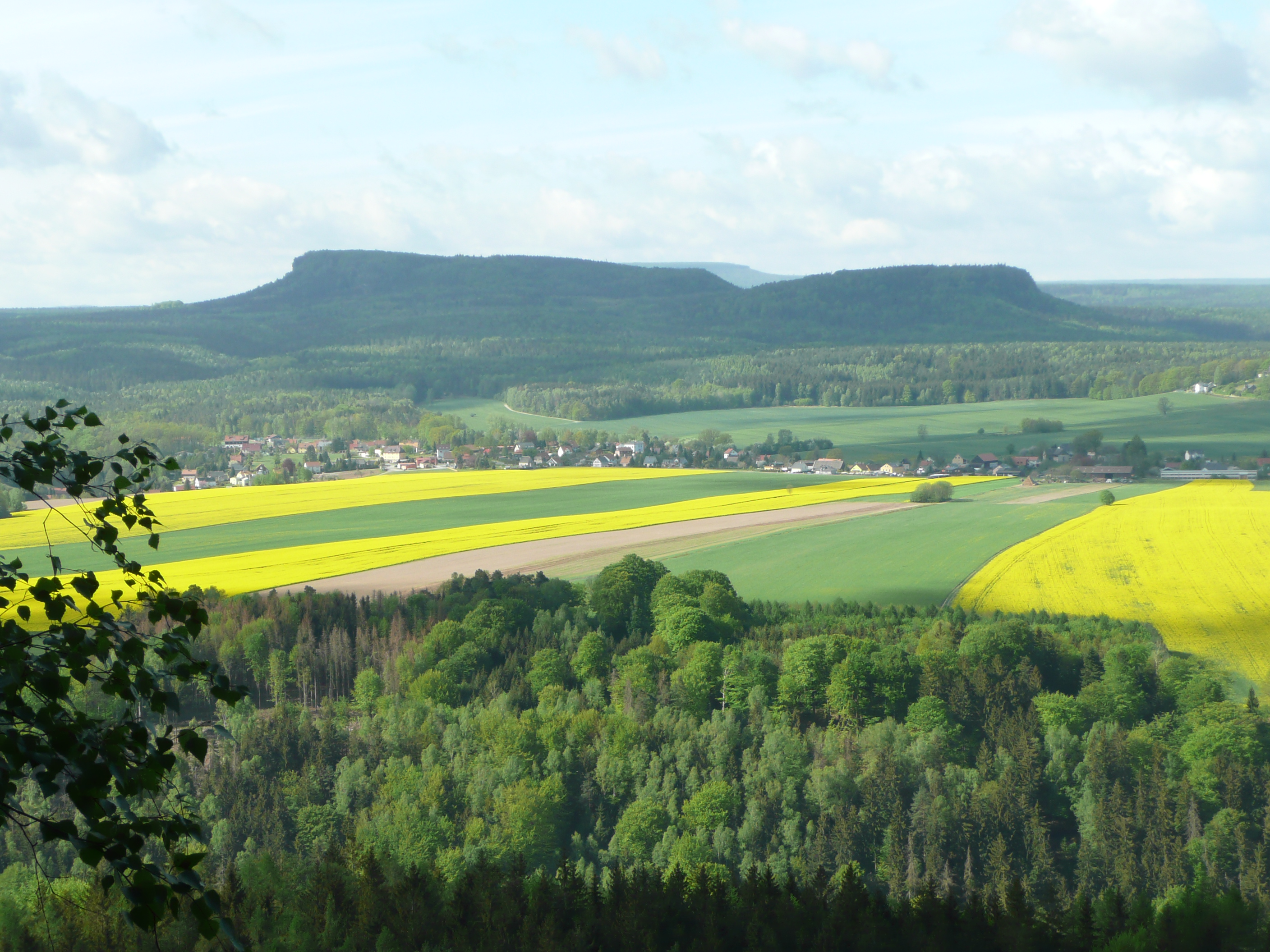
Zschirnsteine: vlevo Großer Zschirnstein, vpravo Kleiner Zschirnstein

Zschirnsteine je označení pro dvojici stolových hor, které se nacházejí na území obce Reinhardtsdorf-Schöna (místní část Reinhardtsdorf) v zemském okrese Saské Švýcarsko-Východní Krušné hory v Sasku. Severněji položený Kleiner Zschirnstein (473 m) je tvořený pískovcem, jižnější Großer Zschirnstein (560 m) pak pískovcem a tefritem. Z geomorfologického hlediska náleží Zschirnsteine k německé části Děčínské vrchoviny (Elbsandsteingebirge). Großer Zschirnstein je nejvyšším vrcholem Saského Švýcarska a podél jeho jižního úpatí prochází česko-německá státní hranice. Zschirnsteine leží na území chráněné krajinné oblasti Saské Švýcarsko a jsou součástí evropsky významné lokality Tafelberge und Felsreviere der linkselbischen Sächsischen Schweiz.